# Lerums kommun
Lerums kommun är en kommun i Västra Götalands län med drygt 43 000 invånare. Centralort är Lerum. 

## Administrativ historik
Kommunens område motsvarar socknarna: Lerum, Skallsjö, Stora Lundby och Östad. I dessa socknar bildades vid kommunreformen 1862 landskommuner med motsvarande namn.
Vid kommunreformen 1952 bildades storkommunen Stora Lundby (genom sammanslagning av de tidigare kommunerna Bergum, Stora Lundby och Östad) medan Lerums landskommun och Skallsjö landskommun förblev oförändrade.
1969 införlivades i Lerums landskommun Skallsjö landskommun samt delar ur den då upplösta Stora Lundby landskommun (Stora Lundby och Östads församlingar). Lerums kommun bildades vid kommunreformen 1971 genom en ombildning av Lerums landskommun.
Lerums kommun är med i Göteborgsregionens kommunalförbund.
Kommunen ingår sedan bildandet i Alingsås tingsrätts domsaga.

## Geografi
Kommunen ligger i före detta Älvsborgs län i de västra delarna av landskapet Västergötland, öster om Göteborgs kommun i före detta Göteborgs och Bohus län och gränsar i väster också till Ale kommun, i öster till Alingsås kommun och Bollebygds kommun, alla tre i före detta Älvsborgs län samt i söder till Härryda kommun och Partille kommun i före detta Göteborgs och Bohus län. Genom kommunen rinner Säveån.

### Topografi och hydrografi
Kommunens naturlandskap består av sprickdalar, där de flesta kullarna är täckta av ett tunt moräntäcke och leror avsatta i dalgångarna. Ett typiskt exempel är Säveåns dalgång med sjön Sävelången. I de odlade lerområdena har åar eroderat sig ner och skapat raviner, ofta omgivna av lövskogklädda sluttningar, som man ser längs Säveåns dalgångar. Vid Östad finns ett isälvsdelta som gradvis övergår i ett åssystem norrut. Skogen i söder är rik på sjöar och populär för friluftsliv.

### Administrativ indelning
Fram till 2016 var kommunen för befolkningsrapportering indelad i fyra församlingar: Lerums församling, Skallsjö församling, Stora Lundby församling och Östads församling.

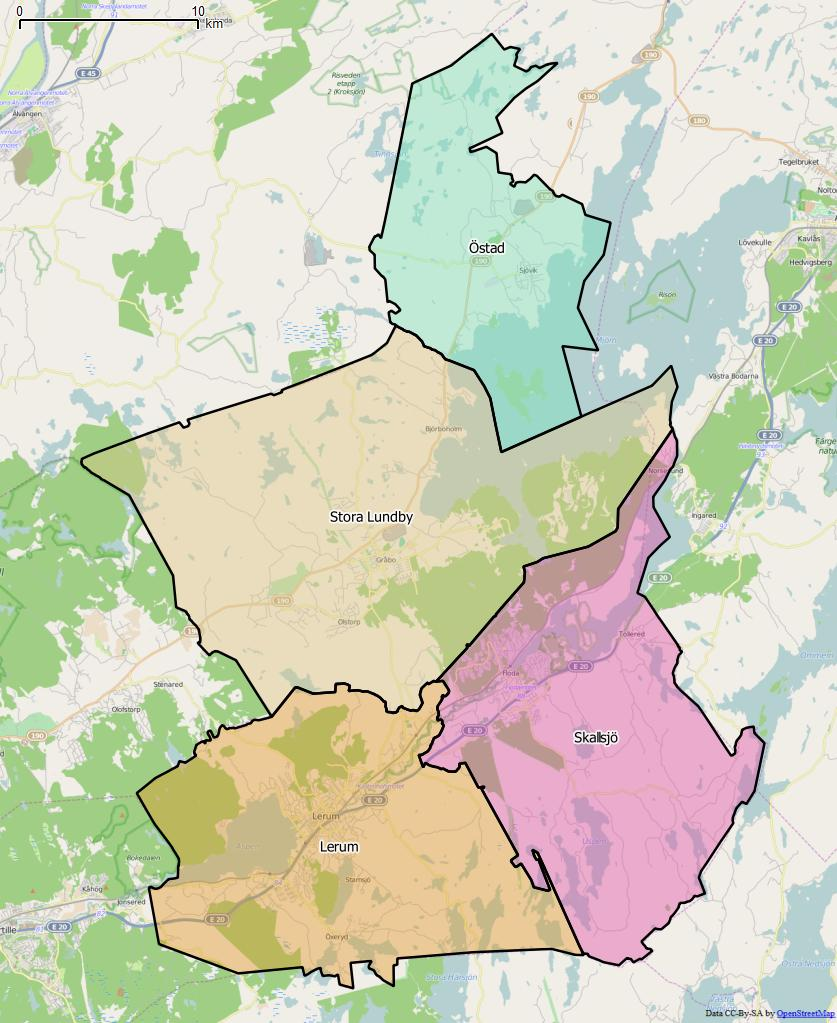
Distrikt (socknar) inom Lerums kommun.

Från 2016 indelas kommunen istället i fyra distrikt, vilka motsvarar de tidigare socknarna: Lerum, Skallsjö, Stora Lundby och Östad.

### Tätorter
Vid tätortsavgränsningen av Statistiska centralbyrån den 31 december 2015 fanns det åtta tätorter i Lerums kommun. 
| Nr | Tätort                     | Folkmängd |
| -- | -------------------------- | --------- |
| 1  | Lerum                      | 26 913    |
| 2  | Gråbo                      | 6 021     |
| 3  | Björboholm                 | 1 036     |
| 4  | Sjövik                     | 929       |
| 5  | Tollered                   | 920       |
| 6  | Öxeryd                     | 544       |
| 7  | Slätthult                  | 231       |
| 8  | Norsesund/Ingared (del av) | 151       |

Centralorten är i fet stil.

Tätorten Ingared (Norseund) var delad på två kommuner: Lerums kommun och Alingsås kommun.

## Styre och politik

### Styre
Kommunen styrs efter valet 2018 av Alliansen i Lerums kommun bestående av Moderaterna, Centerpartiet, Liberalerna och Kristdemokraterna. Under mandatperioden 2022–2026 styr Moderaterna tillsammans med Socialdemokraterna.
| År        | Partier | Partier | Partier | Partier | Partier | Partier |
| --------- | ------- | ------- | ------- | ------- | ------- | ------- |
| 1994–1998 | M       | MP      | L       | C       | KD      |         |
| 1998–2002 | M       | KD      | MP      | L       | C       |         |
| 2002–2006 | M       | L       | KD      | C       |         |         |
| 2006–2010 | M       | L       | C       | KD      |         |         |
| 2010–2014 | M       | L       | C       | KD      |         |         |
| 2014–2018 | S       | MP      | L       | C       |         |         |
| 2018–2022 | M       | C       | L       | KD      |         |         |
| 2022–     | M       | S       |         |         |         |         |

### Kommunfullmäktige

#### Presidium
| Presidium 2023–2026    | Presidium 2023–2026 | Presidium 2023–2026 |
| ---------------------- | ------------------- | ------------------- |
| Ordförande             | M                   | Douglas Thisell     |
| Förste vice ordförande | S                   | Ewa Lövgren         |
| Andre vice ordförande  | MP                  | Daniel Eriksson     |

#### Mandatfördelning 1970–2022
Största partiet i Lerums kommunfullmäktige efter valet 2022 är Moderaterna. Moderaterna var också största parti i valen 2006, 2010 och 2018. Socialdemokraterna var största parti i kommunvalen 1970–2002 samt 2014.

Samtliga av Sveriges åtta riksdagspartier finns representerade i Lerums kommunfullmäktige.
|  | 13 | 7 | 13 |  | 6 |

| 37 |

|  | 13 | 7 | 7 | 6 |  | 6 |

| 35 | 6 |

| 2 | 13 | 10 | 7 |  | 8 |

| 28 | 13 |

| 2 | 13 | 8 | 7 |  | 10 |

| 29 | 12 |

| 2 | 14 | 2 | 6 | 4 |  | 12 |

| 27 | 14 |

| 2 | 13 | 3 | 4 | 9 |  | 9 |

| 27 | 14 |

| 2 | 12 | 4 | 3 | 5 | 7 |  | 7 |

| 22 | 19 |

|  | 12 | 4 | 3 | 5 | 4 | 6 | 4 | 11 |

| 32 | 19 |

| 3 | 18 | 6 |  |  | 4 | 4 |  | 11 |

| 27 | 24 |

| 6 | 14 | 4 | 3 | 4 | 7 | 13 |

| 29 | 22 |

| 5 | 16 | 3 |  | 8 | 4 | 13 |

| 27 | 24 |

| 3 | 14 | 4 |  | 4 | 4 | 3 | 18 |

| 29 | 22 |

| 3 | 13 | 4 |  | 4 | 6 |  | 17 |

| 27 | 24 |

| 3 | 13 | 6 | 5 | 4 | 5 |  | 13 |

| 27 | 24 |

| 3 | 11 | 3 | 7 | 5 | 5 | 3 | 14 |

| 25 | 26 |

| 4 | 12 | 3 | 7 | 3 | 4 | 4 | 14 |

| 27 | 24 |

### Nämnder

#### Kommunstyrelse
I Lerum finns under mandatperioden 2023–2026 två politiker med titeln kommunalråd: Kommunstyrelsens ordförande är kommunalråd på heltid. 2:e vice ordförande i kommunstyrelsen är kommunalråd på heltid som oppositionsråd.
| Presidium 2023–2026    | Presidium 2023–2026 | Presidium 2023–2026 |
| ---------------------- | ------------------- | ------------------- |
| Ordförande             | M                   | Viktor Lundblad     |
| Förste vice ordförande | S                   | Renée Bengtsson     |
| Andre vice ordförande  | V                   | Anette Holgersson   |

#### Lista över kommunstyrelsens ordförande
| Namn | Namn                    | Från | Till | Politisk tillhörighet |
| ---- | ----------------------- | ---- | ---- | --------------------- |
|      | Ingamaj Wallertz Olsson |      | 1998 | Moderaterna           |
|      | Henrik Ripa             | 1998 | 2010 | Moderaterna           |
|      | Anna-Lena Holberg       | 2010 | 2013 | Moderaterna           |
|      | Henrik Ripa             | 2013 | 2014 | Moderaterna           |
|      | Dennis Jeryd            | 2014 | 2018 | Socialdemokraterna    |
|      | Renée Norgren Jeryd     | 2018 | 2018 | Socialdemokraterna    |
|      | Alexander Abenius       | 2019 | 2022 | Moderaterna           |
|      | Viktor Lundblad         | 2023 | 2026 | Moderaterna           |

#### Övriga nämnder
| Nämnder 2022–2026          | Ordförande | Ordförande         | Förste vice ordförande | Förste vice ordförande | Andre vice ordförande | Andre vice ordförande       |
| -------------------------- | ---------- | ------------------ | ---------------------- | ---------------------- | --------------------- | --------------------------- |
| Kultur- och fritidsnämnden | M          | Vincent Nordgren   | S                      | Linda Silander         | C                     | Robert Linder Blomberg      |
| Samhällsbyggnadsnämnden    | M          | Dennis Ramberg     | S                      | Patrik Wendeblad       | SD                    | Glenn Sjögren               |
| Stöd- och omsorgsnämnden   | S          | Jon Haraldsson     | M                      | Lovisa Gustafsson      | SD                    | Aiki Atka                   |
| Utbildningsnämnden         | S          | Renée Bengtsson    | M                      | Maria Bergstedt        | L                     | Viktoria Lindberg Martinell |
| Krisledningsnämnden        | M          | Viktor Lundblad    | S                      | Renée Bengtsson        | L                     | Nanna Siewertz Tulinius     |
| Individnämnden             | M          | Kai Bengtsson      | L                      | Marica Parling         |                       |                             |
| Miljö- och byggnadsnämnden | M          | Magnus Lansenfeldt | SD                     | Mikael Johansson       |                       |                             |
| Överförmyndarnämnden       | S          | Halim Azemi        | L                      | Sophie Svensson        |                       |                             |
| Valnämnden                 | S          | Pamela Danielsson  | KD                     | Gunilla Lindell        |                       |                             |

### Vänorter
Vänortssamarbeten
- Vihanti, Finland
- Nibe, Danmark

Vänortsförbindelser
- Baldone, Lettland[18]

## Ekonomi och infrastruktur

### Näringsliv
År 2009 diplomerades Lerums kommun med Fair Trade City av svenska Fairtrade och enligt Svenskt Näringslivs rankning av företagsklimatet i Sveriges kommuner kom Lerum på 62:a plats av 290 år 2010. Ungdomsarbetslösheten i Lerum var samma år 8 procent.

### Infrastruktur

#### Transporter
Kommunen ligger längs E20 och Västra stambanan som genomkorsar kommunen från sydväst mot öster. Längre norrut genomkorsas kommunen från väster mot nordöst av länsväg 190. Stambanan trafikeras av Göteborgs pendeltåg med stopp vid Aspens station, Aspedalen, Lerums station, Stenkullen och Floda station på väg mot Alingsås.

#### Utbildning
Lerums gymnasium är ett riksrekryterande idrottsgymnasium för segling.

## Befolkning

### Demografi

#### Befolkningsutveckling
| Befolkningsutvecklingen i Lerums kommun 1970–2020                                                               | Befolkningsutvecklingen i Lerums kommun 1970–2020 | Befolkningsutvecklingen i Lerums kommun 1970–2020 | Befolkningsutvecklingen i Lerums kommun 1970–2020 | Befolkningsutvecklingen i Lerums kommun 1970–2020 |
| --- | ------------------------------------------------- | ------------------------------------------------- | ------------------------------------------------- | ------------------------------------------------- |
| |                                                   |                                                   |                                                   |                                                   |
| År |                                                   |                                                   | Folkmängd                                         |                                                   |
| 1970 | 1970                                              |                                                   | 23 520                                            |                                                   |
| 1975 | 1975                                              |                                                   | 28 162                                            |                                                   |
| 1980 | 1980                                              |                                                   | 29 871                                            |                                                   |
| 1985 | 1985                                              |                                                   | 31 063                                            |                                                   |
| 1990 | 1990                                              |                                                   | 33 206                                            |                                                   |
| 1995 | 1995                                              |                                                   | 34 610                                            |                                                   |
| 2000 | 2000                                              |                                                   | 35 214                                            |                                                   |
| 2005 | 2005                                              |                                                   | 36 506                                            |                                                   |
| 2010 | 2010                                              |                                                   | 38 580                                            |                                                   |
| 2015 | 2015                                              |                                                   | 40 181                                            |                                                   |
| 2020 | 2020                                              |                                                   | 43 020                                            |                                                   |
| Anm: Uppgifterna avser förhållandena den 31 december enligt den kommunala indelningen den 1 januari året efter. |                                                   |                                                   |                                                   |                                                   |

## Kultur

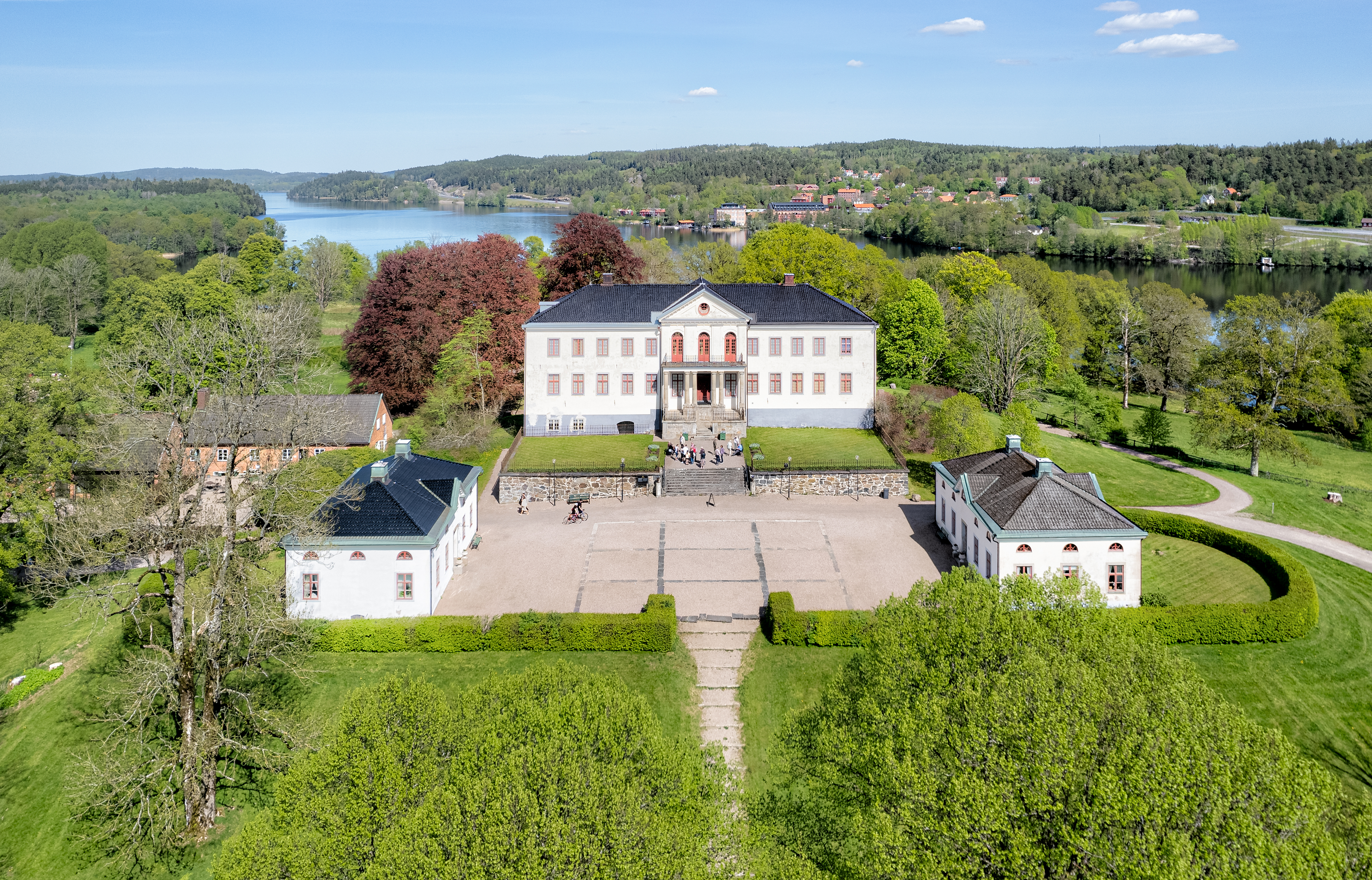
Nääs slott

### Kulturarv
- Nääs slott
- Växtrum i Lerum

### Kommunvapen
Blasonering: I fält av guld ett framåtvänt svart oxhuvud med röd tunga och däröver en röd ginstam belagd med tre ekblad av guld. Olika framställningar av vapnet har lett till upprörda känslor.
Oxhuvudet kommer från oxen i Vättle härads sigill från 1500-talet. De tre löven syftar på de enheter som bildade kommunen 1969. På grund av viss oenighet om utformningen blev vapnet inte antaget och registrerat förrän 1982.
Den 19 april 2007 lanserade Lerums kommun en ny logotyp med ett bildmärke som ersatte det traditionella kommunvapnet i de flesta sammanhang. Den nya logotypen föreställer en väv i form av kommunens kartbild. Den tog två och ett halvt år att arbeta fram till en kostnad av 2,5 miljoner kronor. Olika åsikter om designen har lett till upprörda känslor. Den nya logotypen kallas av Lerums invånare i folkmun för "trasan" på grund av dess likhet med en trasa. Den 9 januari 2024 återinförde kommunen det gamla kommunvapnet i alla sammanhang och tog även bort sloganen "Mer än du tror"